# 哥倫比亞 (古巴)
哥倫比亞（西班牙語：Colombia）是古巴的城鎮，位於該國東南部，属拉斯圖納斯省，面積563平方公里，海拔高度65米，2004年人口32,942，人口密度為每平方公里58.5人。